# Gare centrale de Kryvyï Rih
La gare de Kryvyï Rih (en ukrainien : Кривий Ріг-Головний) est une gare ferroviaire ukrainienne située sur le territoire de l'oblast de Dnipropetrovsk.

## Histoire
Gare ouverte en 1884 sous le nom de Dovgyntseove, en 1901 une école professionnelle des chemins de fer y est ouverte. Elle compte rapidement quatre-vingt locomotives en son dépôt, les bâtiments sont reconstruits en 1912.
La gare était le quartier général de l'ataman Grigoriev en 1919 et en 1967 une plaque commémorative est posée sur la gare pour signaler l'événement.

### Desserte

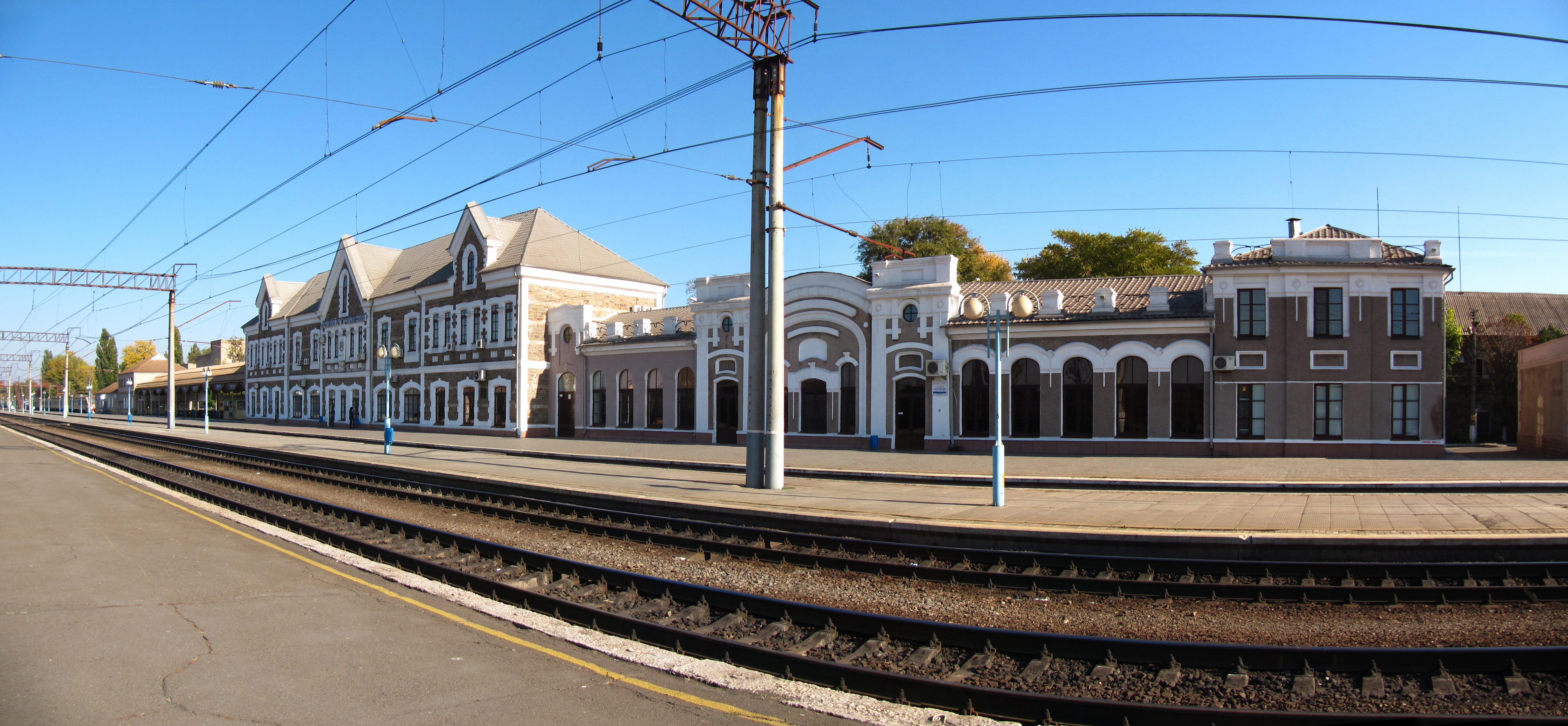
Les voies et la gare.

### Intermodalité

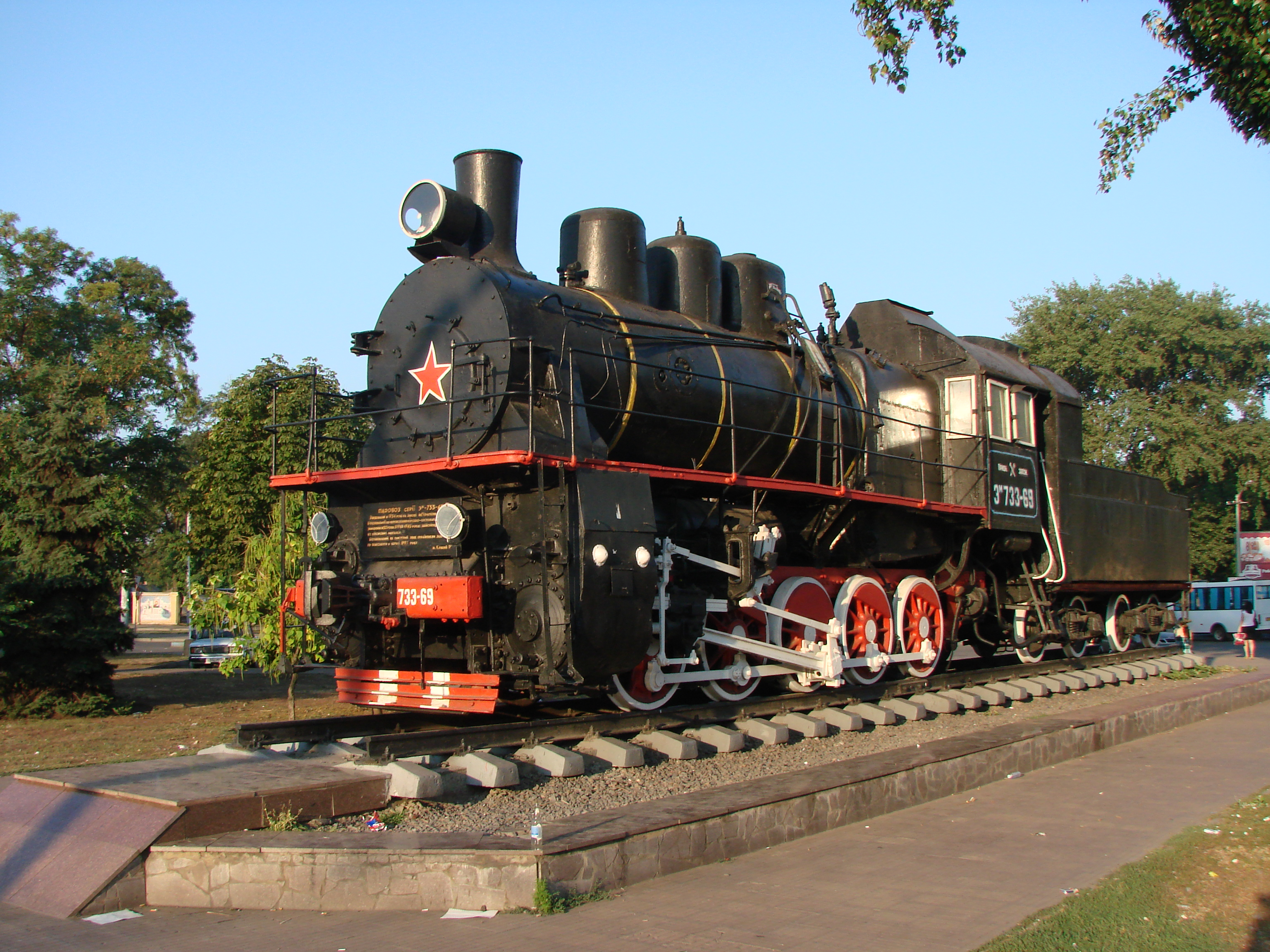
Locomotive à vapeur russe EM-733-69.